# ГЕС Корумба ІІІ
ГЕС Корумба III — гідроелектростанція на сході Бразилії у штаті Гояс, дещо південніше від столиці країни Бразиліа. Знаходячись між ГЕС Корумба IV (вище по течії) та ГЕС Корумба, входить до складу каскаду на річці Корумба (права притока Парани, точніше її верхньої течії Паранаїби).

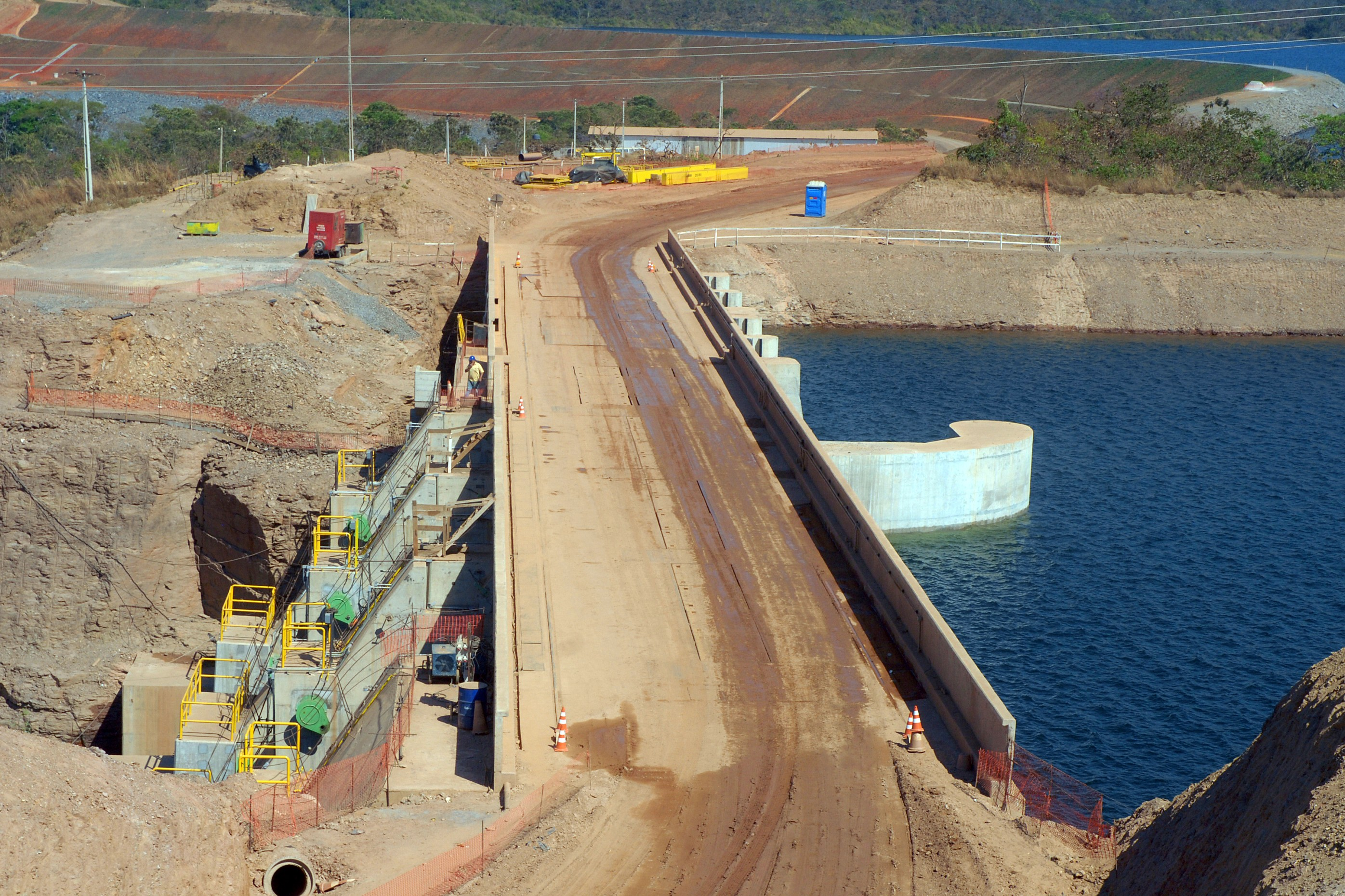

У межах проєкту річку перекрили комбінованою земляною та кам'яно-накидною греблею висотою 54 метри та довжиною 800 метрів, яка утворила водосховище з площею поверхні 77,4 км2, об'ємом 972 млн м3 та нормальним коливанням рівня між позначками 768 та 772 метри НРМ.
Пригреблевий машинний зал обладнали двома турбінами типу Френсіс потужністю по 46,8 МВт, котрі працюють при напорі у 42,3 м. У 2012 році вони виробили 351 млн кВт·год електроенергії.